# Piru, California
Piru, California (енгл. Piru) насељено је место без административног статуса у америчкој савезној држави Калифорнија.

## Демографија
По попису из 2010. године број становника је 2.063, што је 867 (72,5%) становника више него 2000. године.
| Група             | 2000.       | 2010.         |
| Белци             | 325 (27,2%) | 262 (12,7%)   |
| Афроамериканци    | 3 (0,3%)    | 16 (0,8%)     |
| Азијати           | 20 (1,7%)   | 11 (0,5%)     |
| Хиспаноамериканци | 812 (67,9%) | 1.748 (84,7%) |
| Укупно            | 1.196       | 2.063         |